# 일정로
일정로(日精路, Iljeong-ro)는 경상북도 경주시 탑동에서 시작하여, 인왕동을 거쳐 박물관네거리까지 연결하는 도로이다.

## 노선 경로
| 삼거리 명칭 미상          | 포석로 | 경주 방향 언양 방향 |
| 월성교                    |        |                     |
| 박물관네거리              | 원화로 | 경주 방향 울산 방향 |
| 임해로와 직결 (경주 방향) |        |                     |

## 주요 건물 및 시설
- 국립경주박물관 - 경상북도 경주시 일정로 186